# François Regnault
Pour les articles homonymes, voir Regnault.
François Regnault est un philosophe, écrivain et homme de théâtre (traducteur, théoricien, dramaturge, directeur) français né le 14 novembre 1938 à Paris.
Maître de conférence (en français : Maître de conférences) à l'université Paris-VIII, il a dirigé de nombreuses thèses et a été un proche de Michel Foucault, Louis Althusser et Jacques Lacan. Spécialiste de l'alexandrin, au théâtre, il a été professeur au Conservatoire national supérieur d'art dramatique, directeur du Théâtre de la Commune et a notamment travaillé aux côtés de Patrice Chéreau et de Brigitte Jaques.
Son œuvre se divise entre ouvrages sur la psychanalyse et ouvrages d’esthétique théâtrale.

## Biographie

### Enfance et formation
Son père est architecte de Jean-Louis Barrault et son oncle, décorateur international renommé.
Il fait ses études au lycée Louis-le-Grand puis à l'École normale supérieure où il se lie d'amitié avec Jacques-Alain Miller et Alain Badiou. Il passe ensuite son agrégation de philosophie (premier de sa promotion, 1962) et enseigne la philosophie au prytanée militaire de La Flèche (professeur-soldat), puis au lycée de Reims[Lequel ?] de 1964 à 1970.

### Carrière

#### Philosophie et psychanalyse
À l’université de Vincennes, François Regnault enseigne au département de philosophie (direction Michel Foucault), à partir de 1970, puis en 1974 au département de psychanalyse de l'université Paris-VIII. C'est là qu'il se forme aux théories lacanistes ayant déjà écrit dans les Cahiers pour l'Analyse (en) avec Jacques Lacan, Georges Dumézil, Jacques Derrida ou Claude Lévi-Strauss.
Ne s'éloignant jamais de son intérêt initial pour Lacan, Regnault a rejoint le comité de rédaction d'Ornicar ? en 1975 et commence à y publier (et ailleurs) des articles sur la psychanalyse et l'esthétique lacanienne

#### Théâtre et cinéma
Il commence à travailler pour le théâtre en 1973, Patrice Chéreau lui demandant d'écrire la version scénique de Toller de Tankred Dorst. Il sera son collaborateur artistique pendant plus de 10 ans. En 1974, il traduit L'Éveil du printemps de Frank Wedekind.
À l'occasion de la mise en scène des Paravents de Jean Genet par Chéreau, il co-écrit un livre sur l'œuvre avec Bernard-Marie Koltès, La Famille des Orties.
Il fonde quelques années plus tard la Compagnie Pandora, avec Brigitte Jaques-Wajeman et prend la co-direction du théâtre de la Commune d’Aubervilliers de 1991 à 1997. Il participe notamment à la création d’Elvire Jouvet 40 avec Philippe Clévenot et Maria de Medeiros.
S'ensuivent de nombreux projets (traduction, collaboration, écrits) avec Emmanuel Demarcy-Mota, Anne Delbée, Lambert Wilson, Jean Liermier, Jean-Hugues Anglade, Georges Aperghis ou Roman Polanski.
À la suite de la publication de Dire le vers, écrit avec Jean-Claude Milner, il enseigne la diction au Conservatoire national supérieur d'art dramatique de Paris de 1994 à 2001 ayant notamment comme élèves Laure Calamy, Rachida Brakni, Guillaume Gallienne, Elsa Lepoivre, Vincent Macaigne ou Micha Lescot.
En 1996, les éditions Théâtrales ont publié sa traduction de Peer Gynt. Celle-ci a été mise en scène par Patrice Chéreau, David Bobée, Éric Ruf, Stéphane Braunschweig et Patrick Pineau.
Ami de cinéastes, il écrit dans les Cahiers du cinéma puis apparaît dans des films de Marguerite Duras, Pascal Bonitzer et René Allio, ou y collabore. En 2008, il tient le rôle du psychanalyste dans le film Un conte de Noël d’Arnaud Desplechin, donnant la réplique à Anne Consigny ; plus tard, il joue un dramaturge dans Les Fantômes d'Ismaël.

### Vie privée
Il est le frère de la metteuse en scène et tragédienne Anne Delbée.

## Publications

### Théâtre
- 1981 : Mais on doit tout oser puisque, avant-propos de Brigitte Jaques, Paris, La Bibliothèque d'Ornicar ?

### Théâtre théorique
- La Famille des orties : Esquisses et croquis autour des Paravents de Jean Genet (avec Bernard-Marie Koltès), Beba , 1983
- Le Spectateur, Beba , 1986[7]
- Dire le vers (avec Jean-Claude Milner), Le Seuil, 1987[8]  (ISBN 2020095262)
- Le Théâtre et la mer, Imprimerie nationale, 1989  (ISBN 978-2-1108-1007-6)
- La Doctrine inouïe. Dix leçons sur le théâtre classique français, Hatier, 1996
- L’Une des trois unités, Isele, 1999
- Le Théâtre de Pandora : Le livre des spectacles présentés et réalisés par la compagnie Pandora de 1974 à 1999 (avec Brigitte Jaques), Éditions Théâtrales coll. « Sur le théâtre », 2000.
- Théâtre-Équinoxes, Actes Sud, 2001  (ISBN 978-2-7427-3573-0)
- Théâtre-Solstices, Actes Sud, 2002  (ISBN 978-2-7427-3735-2)
- Hedda Gabler : Henrik Ibsen (avec Yves Steinmetz), Canopé - CNDP, 2002
- "Percé jusques au fond du cœur" : choix forcés dans "Le Cid" de Corneille, 2006
- Gil Roman : Béjart ballet Lausanne (avec Jean-Pierre Pastori et Patrick Ferla), Favre, 2013
- Une mémoire: Nouveaux écrits sur le théâtre, 2018
- Claudel avec Lacan, Ed. Navarin, 2018

### Traductions théâtrales
- L'Éveil du printemps. Tragédie enfantine[9] de Frank Wedekind,, préface de Jacques Lacan, suivi de Intervention de Freud sur L'éveil du printemps à la Société psychologique du mercredi à Vienne, en 1907, trad. de Jacques-Alain Miller, Paris, NRF/Gallimard, coll. « Théâtre du monde entier », 1974
- Le Baladin du monde occidental de John Millington Synge, Le Graphe, 1977
- Mme Klein de Nicholas Wright, Seuil, 1991
- Peer Gynt de Henrik Ibsen, éditions Théâtrales, 1996
- Hedda Gabler de Henrik Ibsen, éditions Théâtrales, 2000,  (ISBN 978-2-84260-060-0)
- Casimir et Caroline de Ödön von Horváth, L'avant-Scène Théâtre, 2009

### Philosophie
- Qu’est-ce qu’une coupure épistémologique ?, conférence du 26 février 1968 pour le « Cours de philosophie pour scientifiques » de Louis Althusser. Des notes sur la conférence ont été publiées sous le titre Définitions, dans l'ouvrage de Michel Pêcheux et Michel Fichant, Sur l'histoire des sciences, Maspéro, 1969[10]

- Dieu est inconscient : études lacaniennes autour de saint Thomas d'Aquin[11], Navarin, coll. « Studiolo », 1985
- Conférences d’esthétique lacanienne, Agalma, 1997
- Notre objet a, Verdier, 2003

### Autres publications diverses
- Méditations sur la Somme, Ornicar ? 1975 (N°2 ).
- Le sujet de la science et la fantasme du monde, Ornicar ? 1975 (N°5).
- Que selon Marivaux aussi, la vérité, on ne peut que la mi-dire, Ornicar ? 1975 (N°7).
- Dickens, le théâtre et la psychanalyse, Ornicar ? 1979 (N°17/18).
- Entretiens sur les mariages, la sexualité, et les trois fonctions, avec Claude Dumézil, Joël Grisward, Alain Grosrichard, Jacques-Alain Miller and Jean-Claude Milner. Ornicar ? 1979 (N°19 ).
- Système formel d’Hitchcock, Cahiers du cinéma, 1980 (hors-série 8).
- De deux dieux, Ornicar? 1981 (N°24).
- Usages et mésusages de Lacan, Ornicar ? 1986 (N°36).
- Vos paroles m’ont frappé, Ornicar ? 1998 (N° 49).
- Du comme ça au just so. Ornicar ? 1998 (N° 49).
- Passions dantesques, dans La Cause freudienne 2004 (N° 58)
- L'exception théâtrale dans Rue Descartes 2005 (n° 47)
- Le Marx de Lacan, Compte-rendu d'un séminaire a l'École de la cause freudienne 2005, (Lettre mensuelle de l’ECF 242)
- L’absolu et le réel dans La Cause freudienne 2005 (N° 60)
- La lettre suspendue dans La Cause freudienne 2007 (N° 66)
- Sainteté dans La Cause freudienne 2008 (N° 68)
- Le sentiment de l’infini dans La Cause freudienne 2008 (N° 69)
- Hypocrite lecteur, L'envers de l'histoire nazie dans Les Temps Modernes 2009 (n° 655)
- Pourquoi je ne suis pas devenu analyste dans La Cause freudienne 2010 (N° 76)
- Lacan, le théâtre dans La Cause freudienne 2011 (N° 79)
- Dialogue sur quelques spectacles récents supposés blasphématoires dans La Cause du Désir 2012 (N° 80)
- Le règlement de la cure dans La Cause du Désir 2013 (N° 85)
- Virilité. Propos de table… dans La Cause du Désir 2017 (N° 95)
- Théâtre et philosophie. Le dithyrambe et la légende dans Revue de métaphysique et de morale 2018 (N° 98)[12]
- « Comme un qui veut curer quelque cloaque immonde… » À propos de Sodoma de Frédéric Martel dans La Cause du Désir 2019 (N° 103)[13]
- Lacan et l’expérience dans Essaim 2020 (n° 45)[14]
- Laissez-les grandir !, Sur les arguments des pédophiles militants, Ed. Navarin, (2020)  (ISBN 978-2-916124-65-0)
- De l’Un, y en a dans La Cause du Désir 2021 (N° 107)[15]

## Spectacles

### Auteur
- 1980 : Luna Park, co-écrit avec Georges Aperghis[6]
- 1981 : Mais on doit tout oser puisque, spectacle de la Compagnie Pandora en co-production avec le Théâtre des Quartiers d'Ivry ; mise en scène de Brigitte Jaques ; représentation à Ivry le 9 janvier 1981[16]
- L'Autre Côté, livret co-écrit avec Bruno Mantovani d'après Alfred Kubin, sur une musique de Bruno Mantovani, mise en scène de Emmanuel Demarcy-Mota[17]
- 2010 : Voulez-vous danser Gainsbourg ?, mise en scène de Octavio de la Roza
- 2010 : Machinations, co-écrit avec Georges Aperghis[18]

### Traducteur
- 1984 : Great Britain d'après Christopher Marlowe, mise en scène Jean-Hugues Anglade
- 1993 : Mme Klein de Nicholas Wright, mise en scène Brigitte Jaques-Wajeman
- 1998 : Peine d'amour perdue de William Shakespeare, mise en scène de Emmanuel Demarcy-Mota
- 2000 : M. Bonhomme et les incendiaires de Max Frisch, mise en scène de Claude Stratz
- 2001 : Six personnages en quête d'auteur de Luigi Pirandello, mise en scène de Emmanuel Demarcy-Mota
- 2006 : Homme pour homme de Bertolt Brecht, mise en scène de Emmanuel Demarcy-Mota

### Interprète
- 1984 : Entre la raison et le désir...  de Jean Racine, mise en scène Anne Delbée, Athénée Théâtre Louis-Jouvet
- 1992 : Entretiens avec Pierre Corneille d'après Pierre Corneille, mise en scène Brigitte Jaques-Wajeman, Théâtre de la Commune
- 2002 : Pseudolus, le truqueur d'après Plaute, mise en scène Brigitte Jaques-Wajeman, Musée du Louvre
- 2004 : L'Illusion comique de Pierre Corneille, mise en scène Brigitte Jaques-Wajeman, La Comédie de Genève

## Filmographie
- 1976 : Moi, Pierre Rivière, ayant égorgé ma mère, ma sœur et mon frère... de René Allio
- 1979 : Le navire Night de Marguerite Duras
- 2008 : Un conte de Noël d'Arnaud Desplechin
- 2008 : Le Grand Alibi de Pascal Bonitzer